# Gavriil Jegiazarov
Gavriil Jegiazarov (russisk: Гаврии́л Гео́ргиевич Егиаза́ров) (født 2. maj 1916 i Baku i Sovjetunionen, død 22. juli 1988 i Moskva i Sovjetunionen) var en sovjetisk filminstruktør og manuskriptforfatter.

## Filmografi
- Stroitsja most (Строится мост, 1965)[1][2]
- Gorjatsjij sneg (Горячий снег, 1972)
- Ot zari do zari (От зари до зари, 1975)